# Leonardo Balerdi
Leonardo Julián Balerdi Rossa (Villa Mercedes, 26 januari 1999) is een Argentijns voetballer die doorgaans speelt als centrale verdediger. In juli 2021 verruilde hij Borussia Dortmund voor Olympique Marseille. Balerdi debuteerde in 2019 in het Argentijns voetbalelftal.

## Clubcarrière
Balerdi speelde in de jeugdopleiding van Boca Juniors en brak ook door bij die club. Op 27 augustus 2018 maakte hij zijn debuut toen in de competitie met 0–0 gelijkgespeeld werd tegen Huracán. Balerdi mocht van coach Guillermo Barros Schelotto en vormde uiteindelijk de volle negentig minuten lang een centraal duo in de verdediging met Lisandro Magallán. Balerdi maakte in januari 2019 voor circa vijftien miljoen euro de overstap naar Borussia Dortmund, waar hij zijn handtekening zette onder een verbintenis voor de duur van vierenhalf jaar. In zijn eerste halve seizoen kwam de Argentijn niet in actie en de jaargang 2019/20 leverde acht officiële wedstrijden op.
Hierop werd hij in de zomer van 2020 voor een jaar verhuurd aan Olympique Marseille, met een optie tot koop van vijftien miljoen euro. Deze werd niet gelicht, maar Marseille onderhandelde een deal voor elf miljoen euro plus bonussen, waardoor Balerdi in de zomer van 2021 alsnog definitief naar Marseille trok. In de zomer van 2024 werd Balerdi aangewezen als nieuwe aanvoerder van Marseille en zijn contract werd in augustus van dat jaar opengebroken en met twee seizoenen verlengd tot medio 2028.

## Clubstatistieken
| Seizoen | Club                  | Competitie       | Competitie | Competitie | Beker | Beker | Internationaal | Internationaal | Totaal | Totaal |
| Seizoen | Club                  | Competitie       | Wed.       | Dlp.       | Wed.  | Dlp.  | Wed.           | Dlp.           | Wed.   | Dlp.   |
| ------- | --------------------- | ---------------- | ---------- | ---------- | ----- | ----- | -------------- | -------------- | ------ | ------ |
| 2018/19 | Boca Juniors          | Primera División | 5          | 0          | 0     | 0     | —              | —              | 5      | 0      |
| 2018/19 | Borussia Dortmund     | Bundesliga       | 0          | 0          | 0     | 0     | 0              | 0              | 0      | 0      |
| 2019/20 | Borussia Dortmund     | Bundesliga       | 7          | 0          | 0     | 0     | 1              | 0              | 8      | 0      |
| 2020/21 | → Olympique Marseille | Ligue 1          | 21         | 2          | 1     | 0     | 3              | 0              | 25     | 2      |
| 2021/22 | Olympique Marseille   | Ligue 1          | 17         | 0          | 3     | 0     | 4              | 0              | 24     | 0      |
| 2022/23 | Olympique Marseille   | Ligue 1          | 35         | 0          | 3     | 0     | 6              | 1              | 44     | 1      |
| 2023/24 | Olympique Marseille   | Ligue 1          | 27         | 2          | 2     | 0     | 13             | 0              | 42     | 2      |
| 2024/25 | Olympique Marseille   | Ligue 1          | 1          | 0          | 0     | 0     | —              | —              | 1      | 0      |
| Totaal  | Totaal                | Totaal           | 113        | 4          | 9     | 0     | 27             | 1              | 147    | 5      |

Bijgewerkt op 21 augustus 2024.

## Interlandcarrière
Balerdi debuteerde op 11 september 2019 in het Argentijns voetbalelftal, tijdens een vriendschappelijke wedstrijd tegen Mexico. Door drie doelpunten van Lautaro Martínez en een benutte strafschop van Leandro Paredes wonnen de Argentijnen met 4–0. Balerdi moest van bondscoach Lionel Scaloni op de reservebank beginnen en hij viel zeven minuten voor het einde van de wedstrijd in voor Lucas Martínez Quarta. De andere Argentijnse debutant dit duel was Adolfo Gaich (San Lorenzo).
| Interlands van Leonardo Balerdi voor Argentinië | Interlands van Leonardo Balerdi voor Argentinië | Interlands van Leonardo Balerdi voor Argentinië | Interlands van Leonardo Balerdi voor Argentinië | Interlands van Leonardo Balerdi voor Argentinië | Interlands van Leonardo Balerdi voor Argentinië |
| №                                               | Datum                                           | Wedstrijd                                       | Uitslag                                         | Competitie                                      | Goals                                           |
| Als speler bij Borussia Dortmund                | Als speler bij Borussia Dortmund                | Als speler bij Borussia Dortmund                | Als speler bij Borussia Dortmund                | Als speler bij Borussia Dortmund                | Als speler bij Borussia Dortmund                |
| ----------------------------------------------- | ----------------------------------------------- | ----------------------------------------------- | ----------------------------------------------- | ----------------------------------------------- | ----------------------------------------------- |
| 1                                               | 10 september 2019                               | Argentinië – Mexico                             | 4 – 0                                           | Vriendschappelijk                               |                                                 |
| 2                                               | 13 oktober 2019                                 | Argentinië – Ecuador                            | 6 – 1                                           | Vriendschappelijk                               |                                                 |

Bijgewerkt op 21 augustus 2024.